# テリー・フラナガン
テリー・フラナガン（Terry Flanagan、1989年6月11日 - ）は、イギリスの男性プロボクサー。マンチェスター出身。 元WBO世界ライト級王者。アッパーで試合展開を変え、ロングフックやショートフックの乱れ打ちで畳みかける選手。

## 来歴
2009年1月24日、ブラックプールのブラックプールタワーでダニー・マクダーミッドとデビュー戦行い、6回判定勝ちを収めデビュー戦を白星で飾った。
2012年5月18日、マンチェスターのボウラーズ・エキシビジョン・センターでドギー・カランとBBBofCイングランドスーパーフェザー級王座決定戦を行い、10回判定勝ちを収め王座獲得に成功した。
2012年9月22日、マンチェスターのボウラーズ・エキシビジョン・センターでトロイ・ジェームスと対戦し、12回3-0（99-92、99-93、98-94）の判定勝ちを収めBBBofC王座の初防衛に成功した。
2012年10月6日、リヴァプールのリヴァプール・オリンピアでデリー・マシューズと対戦し、3回3-0（3者ともに29-27）の判定勝ちを収めた。
2013年4月27日、シェフィールドのモーターポイント・アリーナ・シェフィールドで元WBA・IBF・WBO世界ライト級スーパー王者のネート・キャンベルと対戦し、キャンベルの4回終了時棄権でキャリアで大きな勝利を挙げた。
2014年7月26日、マンチェスターのフォンズ4uアリーナ・マンチェスターでマーティン・ゲティンとBBBofC英国ライト級王座決定戦を行い、ゲティンの7回終了時棄権で王座獲得に成功した。
2015年2月14日、ウェスト・ミッドランズ州ウルヴァーハンプトンでWBOヨーロピアンライト級王者スティーブン・オルモンドと対戦し、10回1分50秒失格勝ちを収め王座獲得に成功した。
2015年5月5日、WBOはWBO世界ライト級3位のテリー・フラナガンとWBO世界ライト級6位のホセ・セペダとの間でWBO世界ライト級王座決定戦を行うよう指令を出した。
2015年7月11日、テレンス・クロフォードの王座返上に伴いマンチェスターのマンチェスター・ベロドロームでホセ・セペダとWBO世界ライト級王座決定戦を行い、セペダの2回終了時棄権で王座獲得に成功した。
2015年10月10日、マンチェスター・アリーナでWBO世界ライト級1位で指名挑戦者のディエゴ・マグダレノと対戦。2回に3度倒した後にロングフックを多用して一気に畳みかけて試合終了。2回2分38秒TKO勝ちを収め、初防衛に成功した。
2016年3月12日、リヴァプールのエコー・アリーナ・リヴァプールで元WBA世界ライト級暫定王者でWBO世界ライト級10位のデリー・マシューズと対戦。8回にマシューズの肘打ちの減点で差を広げ12回3-0(115-112、2者が117-110)の判定勝ちを収め、2度目の防衛に成功した。
2016年7月9日、マンチェスター・アリーナでタイソン・フューリーVSウラジミール・クリチコの前座でWBO世界ライト級12位で元IBF世界スーパーフェザー級王者のムゾンケ・ファナと対戦する予定だったが、フューリーが捻挫した為イベント自体が延期になった。
しかしフューリーVSクリチコの延期を受けて翌週の同年7月16日、カーディフのアイス・アリーナのイベントに急遽試合が組み込まれ、ギレルモ・リゴンドウVSジェームス・ディケンズの前座で元IBF世界スーパーフェザー級王者でWBO世界ライト級9位のムゾンケ・ファナと対戦し、2度ダウンを奪い12回3-0(3者共に120-106)の判定勝ちを収め、3度目の防衛に成功した。
2016年11月26日、モーターポイント・アリーナ・カーディフでWBO世界ライト級13位のオルランド・クルスと対戦し、8回43秒TKO勝ちを収め4度目の防衛に成功した。
2017年4月8日、マンチェスター・アリーナでWBO世界ライト級2位のピーター・ペトロフと対戦し、12回3-0（116-112、120-108、118-110）の判定勝ちを収め、5度目の防衛に成功した。
2018年4月14日、テレンス・クロフォードの王座返上に伴いロンドンのO2アリーナでWBO世界スーパーライト級2位のモーリス・フッカーとWBO世界スーパーライト級王座決定戦を行い、12回判定負けを喫し王座獲得に失敗した。
2018年10月27日、ルイジアナ州ニューオリンズのレイクフロント・アリーナで行われたWorld Boxing Super Series（ワールド・ボクシング・スーパー・シリーズ）スーパーライト級一回戦で、WBC世界スーパーライト級ダイヤモンド王者レジス・プログレイスと対戦し、12回判定負けを喫し、王座獲得とWBSSの準決勝進出に失敗した。

## 獲得タイトル
- BBBofCイングランドスーパーフェザー級王座
- BBBofC英国ライト級王座
- WBOヨーロピアンライト級王座
- WBO世界ライト級王座（防衛5=返上）